# William Yang
William Xu Yang (* 11. Oktober 1998 in Sydney) ist ein australischer Schwimmer. Er gewann bei Olympischen Spielen eine Silbermedaille. Bei Weltmeisterschaften erschwamm er bis 2024 einmal Gold und einmal Silber. Bei Commonwealth Games erkämpfte er zwei Goldmedaillen und eine Silbermedaille.

## Sportliche Karriere
Yang Xu wurde als Kind chinesischer Eltern in Australien geboren, wuchs aber in China auf. Als er elf Jahre alt war, kehrte er mit seinen Eltern nach Australien zurück und nannte sich nun William Xu Yang. Er studierte und schwamm an der University of Sydney. 2024 trat er für den Sydney Olympic Swim Club an.
2019 nahm Yang an der Universiade in Neapel teil und gewann den Wettbewerb über 50 Meter Schmetterling. Er startete auch über 50 und 100 Meter Rücken, erreichte aber jeweils nicht das Finale.
2022 siegte Yang bei den australischen Meisterschaften über 100 Meter Freistil und wurde Zweiter über 50 Meter Schmetterling. Im Juni 2022 bei den Weltmeisterschaften in Budapest schied er als 24. der Vorläufe über 100 Meter Freistil aus. Die 4-mal-100-Meter-Freistilstaffel mit William Yang, Matthew Temple, Jack Cartwright und Kyle Chalmers hatte anderthalb Sekunden Rückstand auf die Staffel aus den Vereinigten Staaten und 0,15 Sekunden Vorsprung vor den drittplatzierten Italienern. In der 4-mal-100-Meter-Mixed-Freistilstaffel schwammen Zac Incerti, William Yang, Meg Harris und Leah Neale die drittschnellste Vorlaufzeit. Im Finale unterboten Jack Cartwright, Kyle Chalmers, Madison Wilson und Mollie O’Callaghan die Vorlaufzeit um sechs Sekunden und siegten mit neuem Weltrekord. Alle acht Beteiligten erhielten eine Goldmedaille. Einen Monat nach den Weltmeisterschaften fanden die Commonwealth Games in Birmingham statt. Die australische 4-mal-100-Meter-Freistilstaffel gewann in der Besetzung Flynn Southam, Zac Incerti, William Yang und Kyle Chalmers. Über 100 Meter Freistil belegte Yang den fünften Rang. In der Lagenstaffel, die die Silbermedaille hinter den Engländern gewann, wurde Yang nur im Vorlauf eingesetzt. Die 4-mal-100-Meter-Mixed-Freistilstaffel gewann Gold mit William Yang, Kyle Chalmers, Mollie O’Callaghan und Emma McKeon.
Bei den Olympischen Spielen 2024 in Paris erreichte die 4-mal-100-Meter-Freistilstaffel mit Jack Cartwright, William Yang, Flynn Southam und Kyle Chalmers das Finale mit der zweitschnellsten Vorlaufzeit. Im Finale siegte das Quartett aus den Vereinigten Staaten mit einer Sekunde Vorsprung vor Cartwright, Southam, Kai Taylor und Chalmers. Über 100 Meter Freistil schied Yang im Halbfinale mit der 15. Zeit aus.